# Asticta brunnea
Asticta brunnea är en fjärilsart som beskrevs av W. Warren 1913. Asticta brunnea ingår i släktet Asticta och familjen nattflyn. Inga underarter finns listade i Catalogue of Life.